# 陈守忠
陈守忠（？—？），男，直隶（今河北省）阜平人，中华人民共和国政治人物。

## 生平
早年参加八路军，担任左权的秘书。1948年北平谈判后，与左权遗孀刘志兰结婚。
1957年，担任包头钢铁公司副书记。1960年，调任太原市人民委员会副市长。
文化大革命爆发后，1967年1月6日，刘格平返回山西后，召集张日清、袁振、刘贯一、陈守忠，组建了以刘格平为组长的“中共山西省核心小组”，开始策划夺山西省的党政领导权。1967年1月12日晚上，刘格平召集核心小组成员和“造反派”头头开会，成立“山西革命造反总指挥部”，会后数百人冲进省委、省人委、中共太原市委、太原市人大委员会的办公大楼，抓人抄家、抢夺印章、查封办公室。随即发出《山西省革命造反总指挥部第一号通告》，宣布“夺了省委、省人委、市委、市人委等党政机关的权”，山西省省长卫恒被单独关押并在狱中自杀身亡。1月25日，“山西革命造反总指挥部”在太原五一广场召开了10万人参加的“山西省革命造反派大联合、大夺权誓师大会”。同年2月10日，中共山西省核心小组发出通知，宣布“成立中共山西省核心小组，由9人组成（陈守忠与妻子刘志兰均为成员）。但文化大革命爆发不久，夫妻两人均被关押入狱。